# ドッグショー

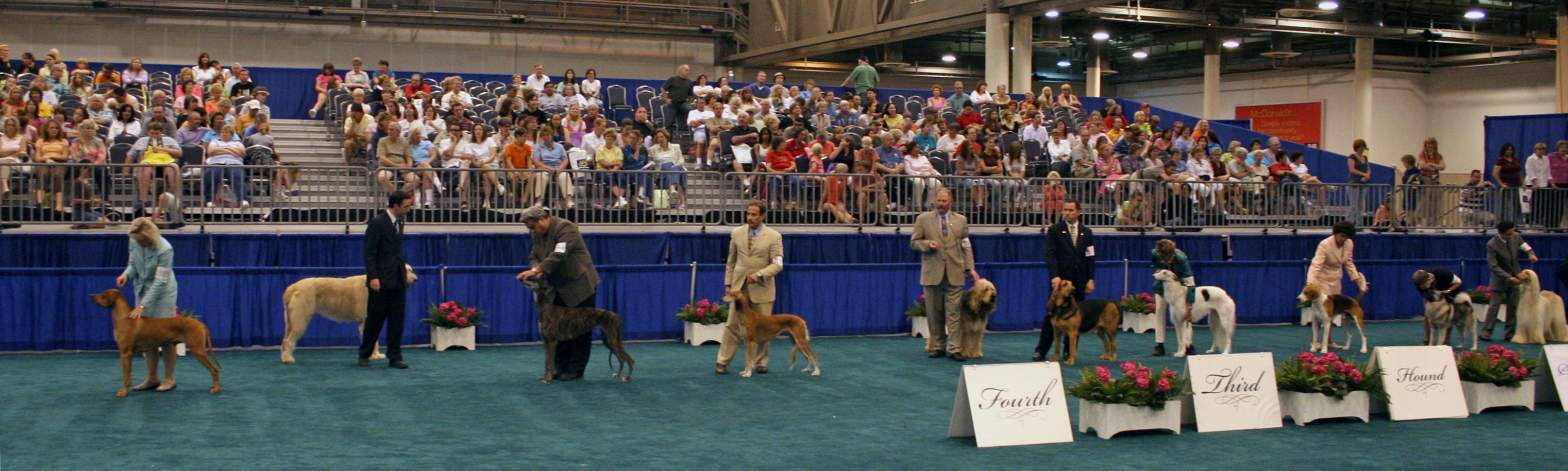
アメリカンケネルクラブ（AKC）でのドッグショー。ハウンドグループの審査

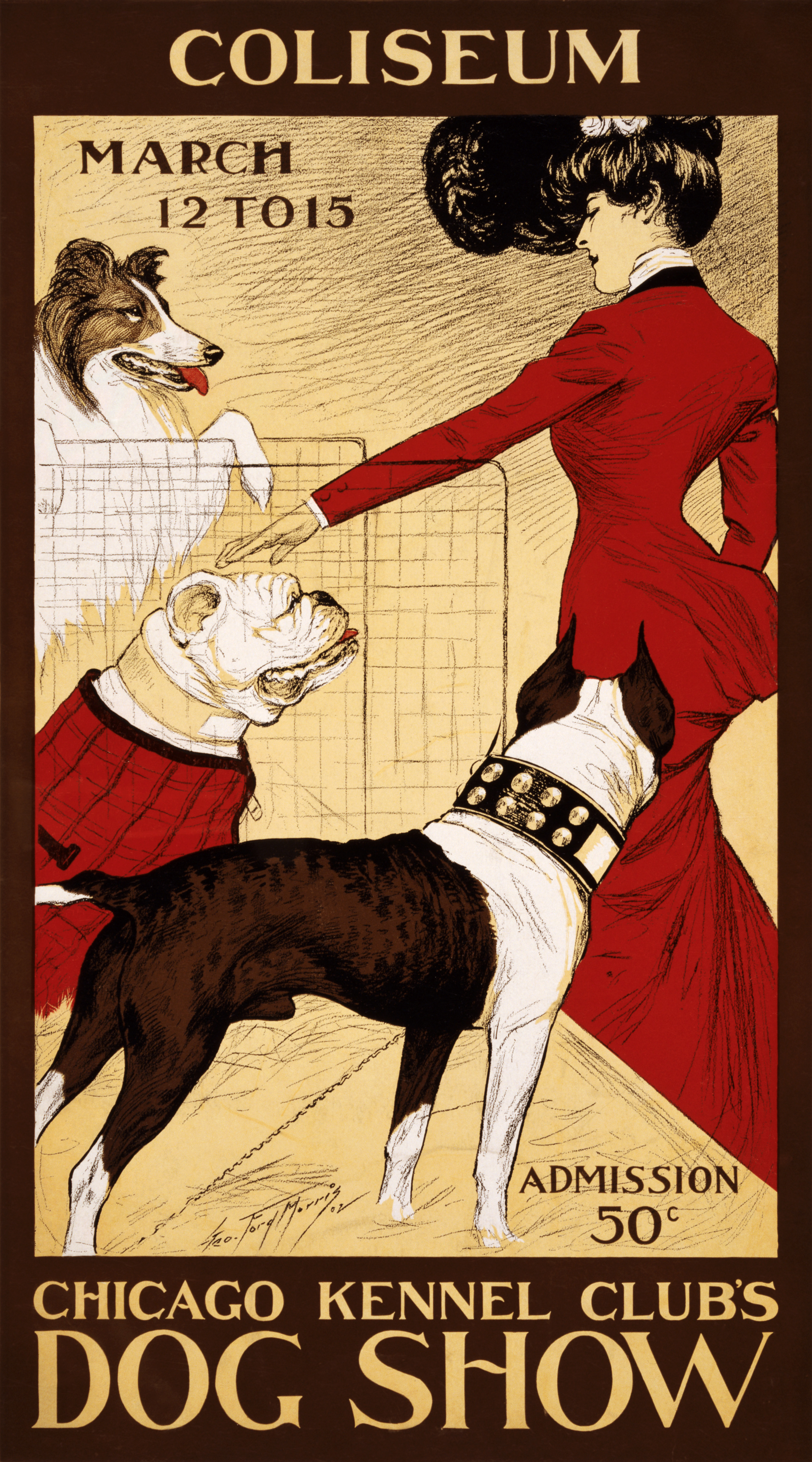
ドッグショーのポスター（1902年）

ドッグショー（英語：conformation show、breed shows）とは、純血犬種の品評会である。
犬の良し悪し、単純な美しさを競い合うものではなく、その犬種の基本的な犬種標準（スタンダード）に最も近いかを競うもの。自然交配を肯定し雑種（ミックス）が増えていくうちにだんだんと本来の犬種らしさが消滅してしまうのを防ぐ、犬種の保存的要素が強い。

## ドッグショーのシステム
日本ではジャパンケネルクラブ（JKC、Japan Kennel Club）が主催するドッグショーの規模が大きい。通常はクラブ展の250頭、クラブ連合展では400から500頭が集められる。国際的な組織国際畜犬連盟（FCI、Fédération Cynologique Internationale）に加盟しているので、FCIのショーには1,500頭から2,500頭が集められる。国内では、約3,000頭が集められるFCIアジアインターナショナルドッグショーが最大規模で、毎年、4月の最初か、3月の終わりにの2日間にわたって開催される。また、単犬種だけで開催される単独展もある。
ドッグショーでは、スポーツとしてハンドリングを楽しむ少数の人をのぞけば、チャンピオンになることが目標になる。単独展をのぞけば、基本的なドッグショーの進行は次のようになる。
同じ犬種同士で戦う（牡と牝は別々で審査）。この場合、年齢によるクラスの分類がある。JKCでは、ジュニア、ヤングアダルト、アダルト、チャンピオン（すでにチャンピオンになっている）の4クラスがあるが、これは、国によって異なる。
たとえば、ジュニアクラスの出陳犬が1頭であれば、1頭だけの審査が行われる。通常のこの段階で失格になることはない。ヤングアダルトクラスの出陳犬が2頭いれば、その2頭で対戦し、1頭が選ばれる。ここで、アダルトがいないのであれば、ジュニアの1頭とヤングアダルトの勝ち残った方の1頭が対戦し、勝った方が、ウイナーになる。次に、チャンピオンクラスだけで戦われる。チャンピオンクラスに1頭しかいなければ、その1頭の審査がなされ、終わると、ウイナーが呼ばれ、その2頭で対戦となる。勝ち残った方が、BOB(Best of Breed)になり、グループ戦に進むことができる。
この時点で、3頭以上が参戦したので、BOBには、CC（Champion Challenge Certificate）が発行される。出陣した犬の数が3頭に満たない場合は、発行されない。
犬種ごとのBOBが決まるとグループ戦に進む。すべてのBOBが一度に対戦するが、まず、13頭が選ばれる。それらはエクセレントと呼ばれ、BOBになっても、同犬種の出陣が3頭未満でCCが発行されていない犬に対して、ここでCCが発行される。13頭からさらに3頭に絞り込まれ、3頭のうちのトップがキング（牡の場合、牝はクイーン）、その他の2頭はリザーブキング（リザーブクイーン）となる。最後に、キングとクイーンが戦い、勝者をBIS（Best in Show）として終了となる。
連合展やFCIでは、CCではなく、M.CC（Major Challenge Certificate）が発行される。グループ戦でトップ3にも発行される（400頭以上のクラブ展でもMCCが出る）。
ここで出てきたCCを3枚、M.CCを1枚とると、チャンピオンの資格が得られる。
規模の大きなFCIでは、M.CC以外に、FCIの発行するCACIBカードが発行され、4枚（1枚目と4枚目は1年以上離れている条件がある）獲得すると、インターナショナルビューティチャンピオンになる資格が得られる。
チャンピオンになると、血統書にそれが記載される。JKCの場合「CH」、インターナショナルビューティチャンピオンでは「INT.CH」と略記される。
BOB選出、CACIBの発行条件などは見直しが行われ、また、頭数により発行される枚数が異なったり、ジャッジの基準に満たないという判断により、1枚も発行されないことがある。

## ハンドラー
ハンドリングを生業とするプロハンドラー、その犬を所有している本人が引くオーナーハンドラー、その犬をブリーディングし、所有者を問わずその人が引くブリーダーハンドラーの分類がある。
日本では、アメリカのようにプロハンドラーが非常に多い。イギリスを含めてヨーロッパではオーナーハンドラー、ブリーダーハンドラーが多い。

## ジャッジ
1犬種を審査できる資格（単犬種）や、グループを審査できる資格（犬種群）すべての犬種、グループを審査することのできる資格（全犬種）がある。JKC審査員では、本人もしくは同居の家族が5頭以上のチャンピオン犬を出している。もしくは、ハンドラー/トリマーなどのA級以上の取得者で、同じく本人および同居家族が1頭以上のチャンピオン犬を出しているなどの最低条件の上に、総論試験の合格をし、その後単犬種審査員試験、犬種群審査員試験、全犬種審査員試験、毎年の義務研修などを経て、ジャッジになることができる。

## 審査内容
小型犬はテーブルの上で、大型犬は地上でステイポーズをとり、ジャッジが触れて、歯並びを始め、骨格などを確かめる（触審）。その後、多くの審査では、アップダウンという、歩様を最初に見る。歩様とは、ハンドラーがトロットという歩き方をさせ、そのときの様子を審査するもの。アップダウンでは、ジャッジから見て1方向へ進み、そのままターンして1直線で戻ってくる。そのあと、トライアングルもしくはラウンドで、リング内を1周もしくはジャッジの指示により複数回走る。
この時間約2分。ハンドラーはこの2分の中で犬をしっかりジャッジに見せる。
審査をスムーズに進めるために、進行を行うスチュアートがリング内に入り、呼び出しや、記録を行う。

## ドッグショーへの出陳
血統書の発行されている開催する団体に入り、会費を納める。ドッグショーのスケジュールを会報などで知り、2週間前までに、申込書と出陳代金（JKCだとショーの規模により6,000円から1万円）を添えて申し込む。
血統書をもっており、繁殖（繁殖する意思の有無は問わない）できる状態でなければならない。
自分で引く（ハンドリング）する場合は、以上の条件だけ。ただし、ハンドリングを何らかの方法で学ぶことが必要。無料講習会や有料講習会があるので、何度か参加し、ドッグショーを何回か見学していると、マスターできる。
プロハンドラーに依頼する場合は、約1ヶ月前に、犬を預ける。ドッグショー当日は、ショーが終わるまであってはいけない。多くの場合、犬がオーナーを見つけるとよろこんでしまい、ハンドリングは失敗することが多い。

## 世界のドッグショー
世界各国でもローカルの小さなショーから、世界中から犬が集まる大規模なショーまで、さまざまなドッグショーが開催されている。

### 世界三大ドッグショー
クラフツ・ドッグショー
英国のザ・ケネルクラブが主催する。日程は4日間にわたり、ドッグショーの他、訓練競技会やアジリティ、ドッグダンス等のドッグスポーツ競技も併せて行われる。2008年度までイギリスの公共放送局BBCにより中継が行われていたがドッグショーへの批判が高まりBBCは2009年以降中継を取りやめた。他のテレビ局が名乗りをあげたが、同じ理由により結局中継は行わなかった。2009年度の開催の模様はインターネット上でライブ配信された。2009年のベストインショーはシーリハム・テリアのCharmin（オス、4歳）。
ウェストミンスター・ケネルクラブ・ドッグショー
ウェストミンスター展とも。アメリカのウェストミンスターケネルクラブが主催する。ニューヨーク市マディソン・スクエア・ガーデンで行われる。出陳資格はチャンピオン犬であること。世界で初めてチャンピオン犬だけのドッグショーを行ったショーでもある。2009年のベストインショーはサセックス・スパニエルのStump（オス、10歳）。
ワールド・ドッグショー
FCI加盟国を順に巡りながら開催される。2008年はストックホルムで開催された。2014年はヘルシンキで開催。

### アジアのドッグショー
アジアインターナショナルドッグショー
JKC主催のFCI加盟国アジア地区のセクションショー。2009年は4月に2日間にわたり、東京国際展示場にて開催された。同年台湾でも開催。長い間東京での開催だったが、今後他セクションと同様、アジア各地を回り持ち開催されることになる。

## ドッグショーの歴史
愛好家同士が個人間で愛玩犬を披露しあう非公式なショーは以前から行われていたが、世界初の本格的なドッグショーは1859年にイングランド北東部のニューカッスル・アポン・タインで行われた。60頭のイヌが出場したが、ポインターとセッターの部門しか無かった。このショーは評判を呼び、その後、より規模の大きいドッグショーが各地で開かれるようになった。
ドッグショーの流行によって、人々は犬種やイヌの血統に強い関心を持つようになり、雑種犬は疎んじられるようになった。やがてショーに関する不正や詐称、イヌへの扱いが問題になり、1873年にイヌの血統を確立させることを目的としてザ・ケネルクラブが設立された。

## ドッグショーへの批判
ドッグショーのために、犬種をスタンダードに合わせるように犬を交配する例があり、大きな批判を受けるようになった。犬が外見だけで選択され、使役犬としての能力や動きの質を落とすとの指摘や、優生学を助長しているとの指摘がある。
アメリカの幾つかの使役犬種の組織は、ドッグショーへの参加により使役犬の能力が落ちる事を恐れ、自らの組織の使役犬が、アメリカケネルクラブなどの組織から犬種として認められないように努力している。
2008年に英国放送協会は "Pedigree Dogs Exposed"と題した、イギリスの純血種犬の健康問題に関するドキュメンタリーを放送した。
この番組は、英国民とブリーダー組織との両方に大きな反応を引き起こし、ケネルクラブが大きな批判を受けた。また、BBCは長年放送をしていたクラフツ・ドッグショーの放送を取りやめた。またドッグショーの多くのスポンサーが、ドッグショーからスポンサーを降りた。批判を受けたイギリスのケネルクラブは遺伝的な健康問題を根絶するため、全ての犬種のスタンダードを見直すことにした。特に、近親交配を禁止し、不健康な犬がドッグショーに参加したり賞を受賞しないようにより監視を強めることとした。